# نوردهایم ام ماین
نوردهایم ام ماین (به آلمانی: Nordheim am Main) یک شهر در آلمان است که در کیتسینگن واقع شده‌است.